# Old Boots, New Dirt
Old Boots, New Dirt è il sesto album in studio del cantante di musica country statunitense Jason Aldean, pubblicato nel 2014.

## Tracce
1. Just Gettin' Started – 3:15
2. Show You Off – 3:08
3. Burnin' It Down – 3:39
4. Tryin' to Love Me – 3:45
5. Sweet Little Somethin' – 3:24
6. Laid Back – 3:04
7. Tonight Looks Good on You – 3:51
8. Too Fast – 3:22
9. If My Truck Could Talk – 3:30
10. Old Boots, New Dirt – 2:53
11. I Took It with Me – 3:02
12. Don't Change Gone – 2:56
13. Miss That Girl – 2:55
14. Gonna Know We Were Here – 3:44
15. Two Night Town – 3:20

## Classifiche
| Classifica (2014) | Posizione raggiunta |
| ----------------- | ------------------- |
| Stati Uniti       | 1                   |